# Rettenbach (Laßnitz)
Der Rettenbach ist ein Wildbach in der mittleren Koralpe.

## Lauf
Er entspringt auf der Hebalm im Filzmoos, bei der Freiländer Alm im Hebalmgebiet im Mittelteil der Koralpe. Er fließt am Ursprung zunächst Richtung Westen, danach halbkreisförmig und steil bergab nach Osten bis zur Einmündung in die (Niedere) Laßnitz. Mittel- und Unterlauf bilden die Grenze zwischen den ehemaligen Gemeinden Osterwitz und Kloster.
Eine andere Angabe gibt das Steiermärkische Wasserbuch, das die Quelle oberhalb des Hofbauers am Stoffkogel (1597 m) sieht, in der Sattellandschaft zwischen diesem Gipfel und dem Koralpen-Hauptgrat. Der Bach aus dem Filzmoos bleibt dabei unbenannt.
Die mittlere Durchflussmenge beträgt 0,2 m³/s.

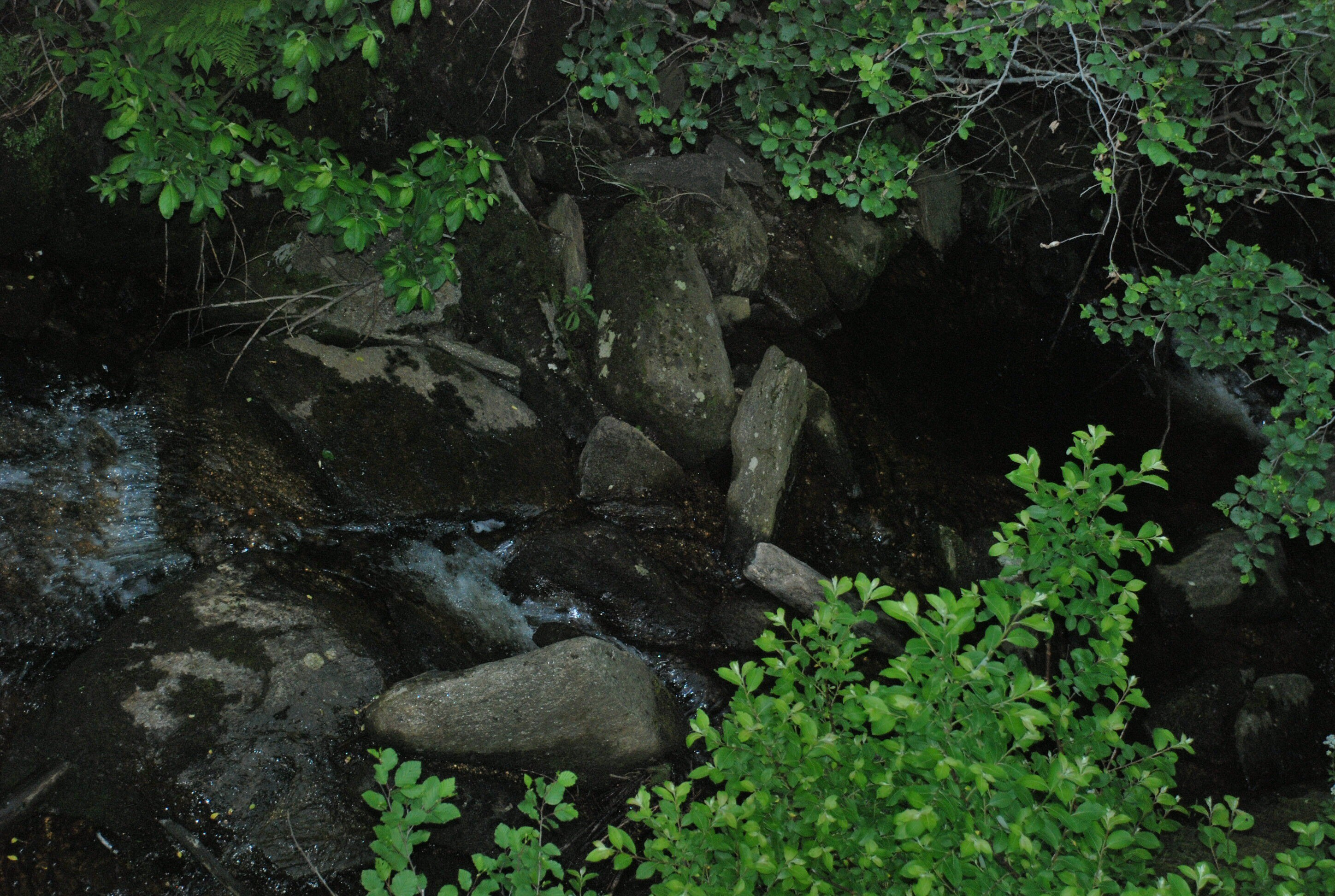
Der Oberlauf des Rettenbachs in einem tief eingeschnittenen Tal ist fast unzugänglich

Das starke Gefälle im gesamten Lauf hat seinen Grund in der Entstehung der Koralpe:
Die Koralpe ist geologisch ein emporgehobener Gebirgsteil, eine sogenannte Pultscholle.
Ab ihrem Quellgebiet müssen die Flüsse und Bäche auf kurzen Strecken große Höhenunterschiede überwinden.
Das Quellgebiet des Rettenbachs auf der Hebalm ist ein Beleg für den schollenartigen Bau der Koralpe: Es handelt sich um eine mehrere Kilometer lange relativ ebene Fläche, auf der eine Reihe von Feuchtflächen (Moose wie das Filzmoos, das Seemoos) liegen. Das Filzmoos ist nicht nur der Ursprung des Rettenbachs, sondern auch des Klosterbaches, eines Zuflusses zum Wildbach.
Die steilen Hänge des Tales des Rettenbaches führen zu Hangrutschungen, durch welche Mineralienfundstellen erschlossen werden.

## Geschichte
Dass das Gebiet, in dem der Rettenbach fließt, schon in vorgeschichtlichen Zeiten besucht war, ist durch Streufunde aus dem Neolithikum bei Trahütten und aus der Bronzezeit bei Freiland belegt.
Während der mittleren Latène-Zeit befand sich das Einzugsgebiet des Rettenbachs im Kernland des damaligen norischen Königreichs im südösterreichischen Raum, dem heutigen Kärnten und der Südsteiermark. Später gehörte der Raum zu Karantanien.
Der Name Rettenbach ist auf verschiedene Weise erklärbar: Er kann von der Rodungstätigkeit der Besiedler abgeleitet werden, die zur deutschsprachigen Bevölkerungsschicht gehörten und die durch die bairische Kolonisation ungefähr ab dem 9. Jahrhundert in das Gebiet kamen, vgl. reuten ‚für durch Entfernen von Baum- und Strauchwerk urbar machen‘.
Allerdings fließt der Bach über weite Strecken in einem tief eingeschnittenen Tal, dessen steile Hänge keine gute Grundlage für Ackerbau oder Weiden geben.
In einer anderen Quelle wird Rettenbach aus dem Althochdeutschen (mit dem Beispiel: zu demo rôtin pache) mit ‚roter Bach‘ erklärt.
Eine weitere Erklärung des Namens deutet darauf hin, dass der Bach seine Bezeichnung bereits früher, in keltischer Zeit erhalten haben könnte: Rettenbach kann danach in auf das keltische Retos ‚Wassergraben‘ oder kelt. Reda ‚Straße‘ zurückgeführt werden. Auch, ob die Angabe, dass der Name der Siedlung Rettenbach im 16. Jahrhundert als im Rötenbach verzeichnet ist, einen Hinweis auf eine bestimmte Sprache bietet, ist offen: In der Literatur findet sich Retebach (allerdings für die Gegend von Erfurt) ebenso wie die Ableitung von Rodach von keltisch rhean, rhehan, red, rhidys für ‚Bach‘, aber auch rhyd, rod, roid für ‚Straße, Engpass‘ (mit einem Hinweis auf Englisch road) und reidh für ‚Feld‘.
In einem weiteren Buch werden die Namen Röderhausen, Röddern mit kelt. rhaedr ‚Wasserfall‘ in Verbindung gebracht,
was dem steilen Verlauf des Bachbettes in seinem Mittelteil entsprechen kann. 

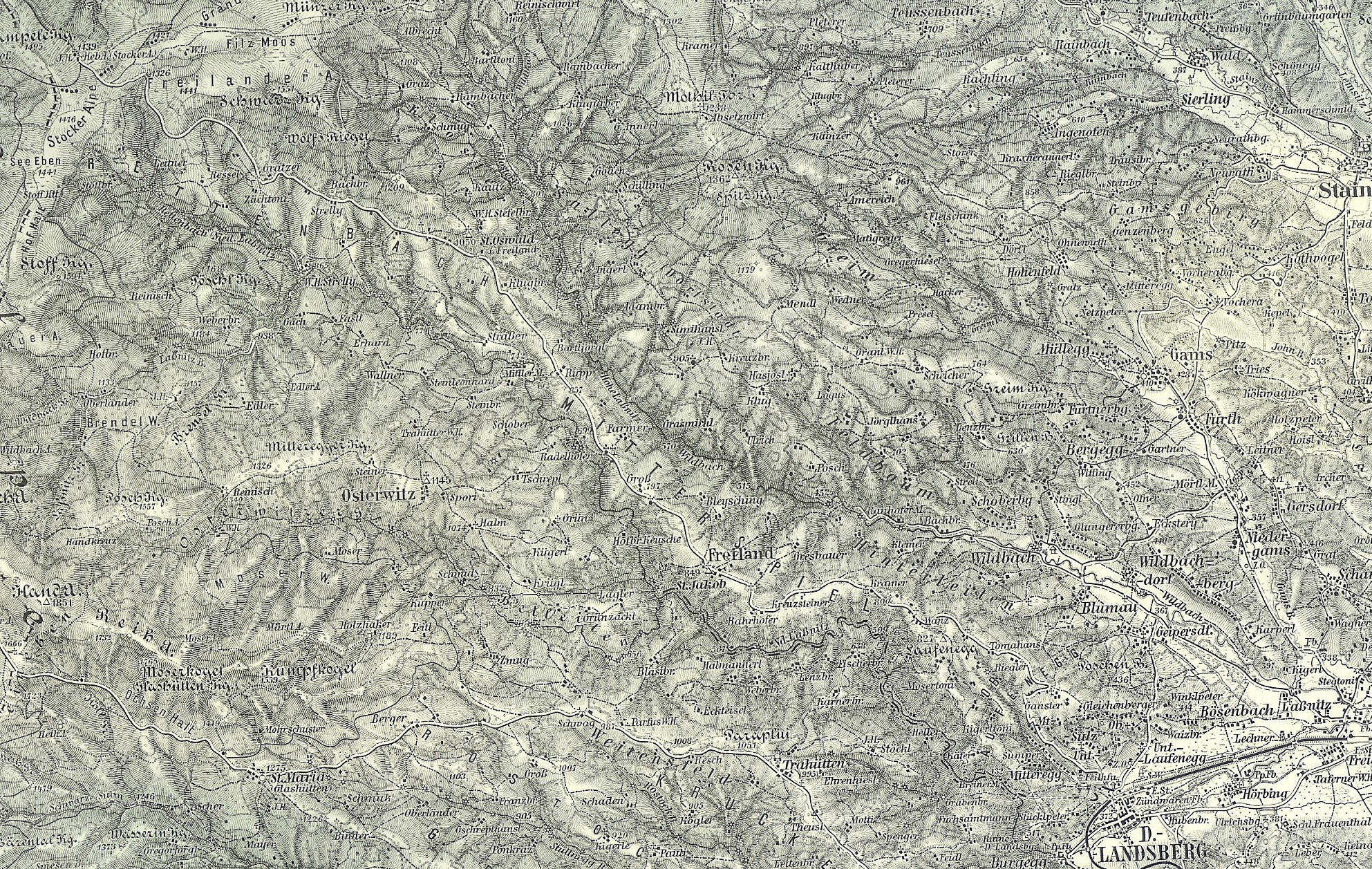
Oberlauf von Laßnitz und Wildbach, Rettenbach auch als Niedere Laßnitz: ca. 1932

Informationen, die im Gebiet der mittleren Koralpe einen Fluss Laßnitz nennen, sind nicht eindeutig: Es können mehrere Gewässer gemeint sein, die zwar zum selben Flusssystem gehören, aber einige Kilometer (und mehrere Hundert Höhenmeter) auseinanderliegen können: Oberlauf der Laßnitz, Wildbach oder Rettenbach.
Der Rettenbach wird auch selbst Niedere Laßnitz genannt.
Der heute als Niedere Laßnitz bezeichnete andere Quellfluss der Laßnitz, von der Handalm, kann dann als Laßnitz oder auch Pöschlbach nach dem großen Bauerngut an der Rettenbachmündung bezeichnet sein. In älteren Publikationen kann sogar der heutige Rettenbach als Hohe Laßnitz und der Wildbach als Niedere Laßnitz bezeichnet sein.
Diese Namensvariante für den Rettenbach ist darauf zurückzuführen, dass im 19. Jahrhundert der Ursprung der Laßnitz nicht wie heute im Gebiet der Handalm, sondern auf der Hebalm angenommen und damit der Rettenbach als Oberlauf der Laßnitz gesehen wurde.
Der Wechsel zwischen slawischen Namen Laßnitz und deutschen Bezeichnungen hat mit einer Besiedlungswelle ab dem 8. Jahrhundert aus deutschsprachigen Gebieten im Rahmen der Entstehung der Karantanischen Mark oder im Rahmen der Salzburgischen Besitzungen an der Sulm und der Laßnitz begonnen.

## Umwelt
Der Rettenbach fließt nach seinem Ursprung in einem Torfmoos in seinem Oberlauf durch Almgebiet, danach nur mehr durch ein bewaldetes, tief eingeschnittenes und weitgehend wegloses Tal abseits von Siedlungen oder Einzelhäusern. Er weist keine nennenswerten Umweltbelastungen auf.

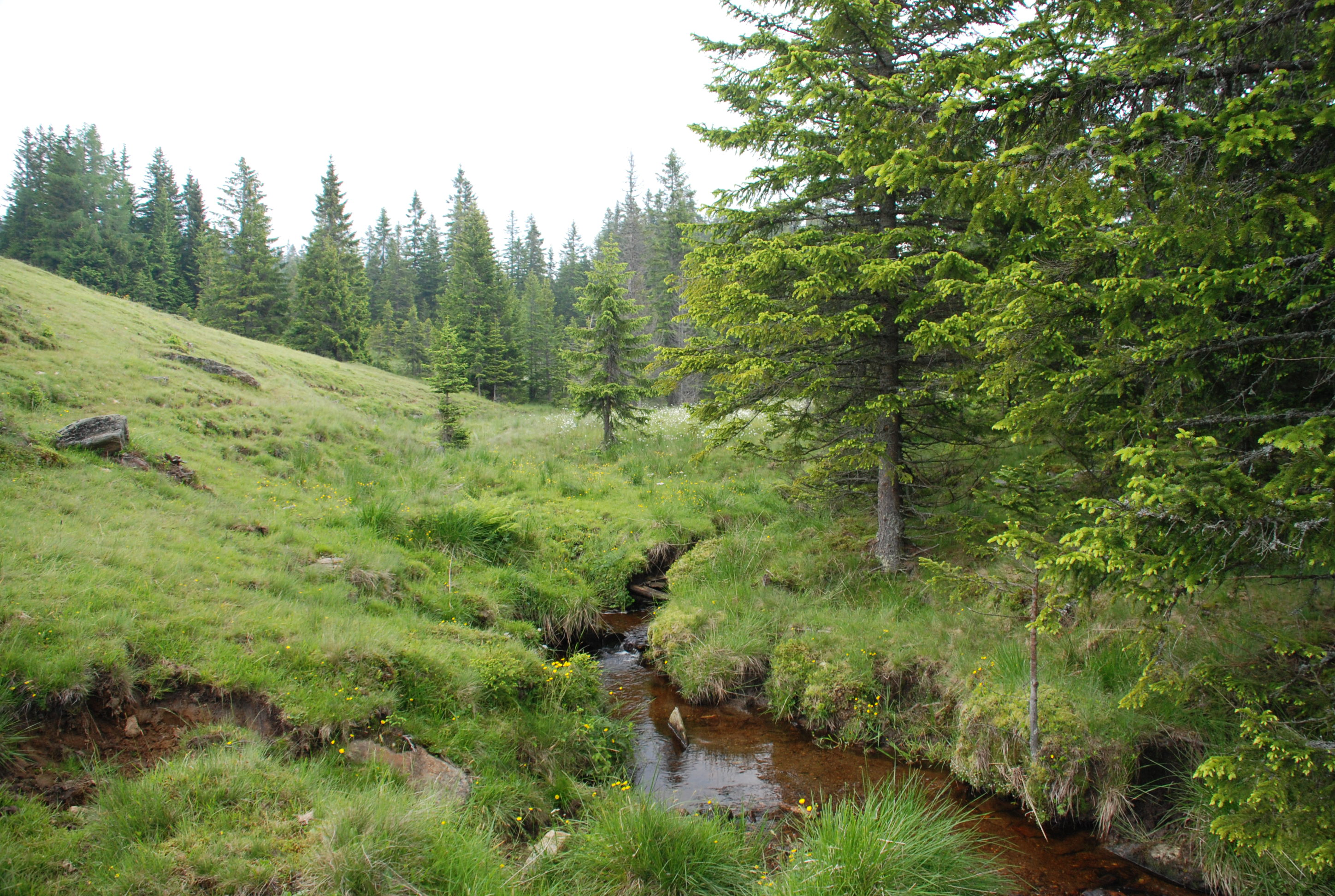
Quellbach des Rettenbaches aus dem Filzmoos

Der Rettenbach liegt in einem Landschaftsschutzgebiet.

### Fauna
Im Gewässer selbst leben Regenbogenforellen.
Am Wasser leben Libellen und Köcherfliegen. Deren Larven sind ein verlässlicher Indikator der Wasserqualität, sie kommen nur in Gewässern mit guter bis sehr guter Wasserqualität vor.

### Flora
Am Rettenbach wachsen seltene Pflanzen: Die Sturzbach-Gemswurz und der Glimmer-Steinbrech,
der nur im Gebiet des weststeirischen Randgebirges und seiner Ausläufer (Koralpe, Bachergebirge) gefunden wurde. Er gedeiht an trockenen Stellen unter überhängenden Felsen möglichst ohne direkten Kontakt mit Niederschlagswasser (Regen usw.) und verträgt kein starkes Licht. Das Tal des Rettenbachs ist eines seiner Verbreitungsgebiete.

### Wasserqualität
Die Wassergüte liegt bei Güteklasse I-II (nahezu unbelastet, in der Praxis fast Trinkwasserqualität). Geringere Belastungen können durch die Almwirtschaft und an Einzeltagen durch größere Veranstaltungen (Schiwochenende, Kirtage) entstehen.
Die Wasserhärte ist gering (Bereich 1-2 - weiches Wasser).

### Böden
Die landwirtschaftlich nutzbaren (bzw. als solche früher genutzten) Böden am Lauf des Rettenbachs sind Felsbraunerden aus kristallinen Schiefern als mittelwertiges Acker- und Grünland mit nahezu allen Varianten der Wasserversorgung bis zum Pseudogley. Eine Ackernutzung ist nur bis in eine Seehöhe von 800 bis 1000 m sinnvoll. Weit verbreitet rund um den Rettenbach sind auch nährstoffarme Ranker.

## Wirtschaft
Land- und Forstwirtschaft (einschließlich Almwirtschaft und Jagd) ist neben Gastgewerbe- und Tourismusbetrieben die einzige ganzjährige Wirtschaftsform.

### Wasserwirtschaft

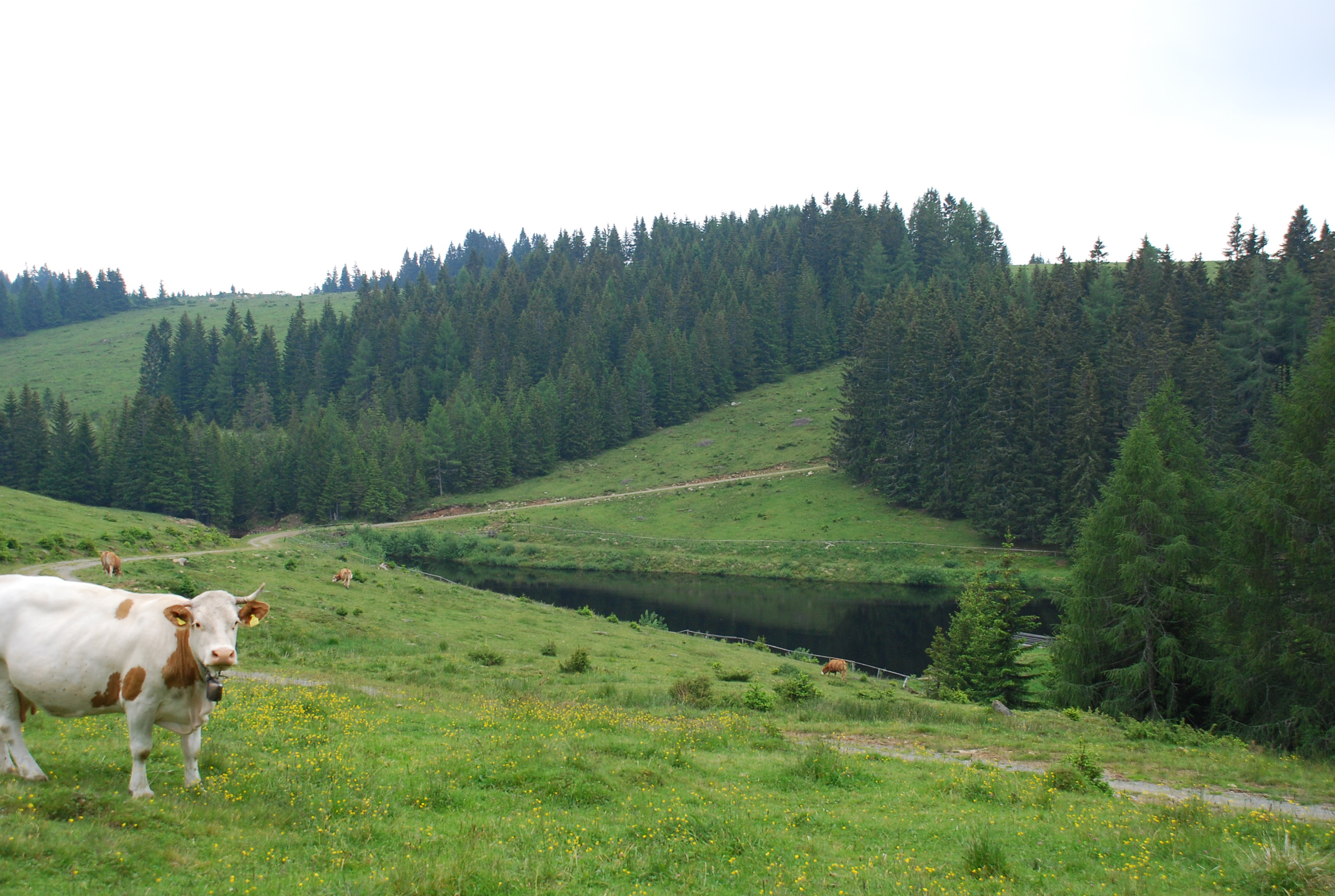
Stausee auf der Freiländer Alm

Am Lauf des Rettenbaches befinden sich zwei Kleinkraftwerke zur Versorgung eines angrenzenden Bauernhofes und der Agrargemeinschaft, welche die Freiländer Almhütte betreibt. Dieses Kraftwerk wird durch eine Druckrohrleitung aus einem kleinen Stausee unterhalb der Almhütte betrieben. Bis zu Beginn des 20. Jahrhunderts wurde die Wasserkraft des Flusses auch durch eine Reihe von Mühlen genützt.

### Land- und Forstwirtschaft
Die Böden lassen aufgrund von Qualität und Höhenlage nur eingeschränkt Ackerwirtschaft zu.
Bei den noch bewirtschafteten Bergbauernhöfen im Einzugsgebiet des Rettenbachs dominieren Viehzucht und Grünlandwirtschaft, teilweise wird Getreide angebaut (hauptsächlich Gerste und Weizen, früher auch Roggen und Hafer).
Die Freiländer Alm am Oberlauf des Rettenbachs wird von einer Bauerngemeinschaft bewirtschaftet. Ihre Anteile sind im Grundbuch mit den Bauernhöfen im Einzugsgebiet von Rettenbach, Niederer Laßnitz und Wildbach verbunden.
Der bis in die 1960er Jahre verbreitete Erdäpfel- und Futterrübenanbau wurde eingestellt.
Wichtige Nutzrindrassen sind die Schwarzbunten und das Fleckvieh. Daneben werden mit Charolais, weißblauen Belgiern und anderen Rassen Fleischrindrassen gezüchtet. Die Schweinezucht umfasst hauptsächlich die Rassen Pietrain, Landrasse und Edelschwein. An Hühnern sind die Sulmtaler verbreitet.
Rotwild (Hirsche), Gämsen, Schwarzwild (Wildschweine) am Oberlauf und allgemein Rehe und Hasen sind die häufigsten größeren Wildtiere des Einzugsgebietes der Laßnitz. Dachse sind selten geworden. Bären wechseln nur selten aus dem Süden in das Quellgebiet ein. Häufiges Raubwild ist der Fuchs. Das große zusammenhängende Waldgebiet im Oberlauf der Laßnitz beherbergt viele Vogelarten, auch Auerwild (Auerhuhn). Ein häufiger Greifvogel, der auch freilaufende Hühner und Katzen schlägt, ist der Bussard.
Die Wälder am Rettenbach (hauptsächlich Fichten, Tannen, Rotföhren und Lärchen, an Laubholz Linden und Eschen) werden durch Forstbetriebe genützt. Die Waldwirtschaft war Anlass zum Bau der Liechtensteinschen Waldbahn.

### Abwanderung und Tourismus
Das Einzugsgebiet des Rettenbachs ist Abwanderungsgebiet: Zu Beginn des 20. Jahrhunderts lagen an seinem Lauf (neben den Flächen der Alm und der Forstbetriebe) elf im Haupterwerb bewirtschaftete Bauernhöfe. Am Ende dieses Jahrhunderts waren davon nur mehr vier Haupterwerbsbetriebe. Drei alte Bauernhöfe sind nur mehr auf älteren Landkarten auszumachen, weil auch die Gebäude bereits abgetragen sind (Stoff, Pust und Hubenbauer), andere Höfe sind Nebenerwerbsbetriebe geworden, werden von anderen Bauernhöfen aus bewirtschaftet oder werden als Ausgedinge oder Wochenendhaus genützt.
Auf der Hebalm beim Gasthof Rehbockhütte befindet sich ein Schigebiet mit Doppelschlepplift (nicht zu verwechseln mit dem Schigebiet Hebalm auf der Kärntner Seite der Koralpe).

### Reste der Holzbringung am Brendlschlag und der Waldbahn Deutschlandsberg
Der Rettenbach bildet auf ca. 1040 m Seehöhe in seinem Mittellauf die untere Grenze eines um 1960 abgeholzten großen Holzschlages am Stoffkogel. Dieser Holzschlag reichte auf einem steilen Berghang vom Gipfel des Stoffkogels bis unterhalb des ehemaligen Bauernhofes Pust ins Tal des Rettenbaches. Sein Holz wurde über die Liechtensteinische Waldbahn abtransportiert. Der nördliche Ast der Zubringerstrecken dieser Waldbahn hatte sein Gleisende in diesem Holzschlag ca. 350 Höhenmeter über dem Tal des Rettenbaches in der Nähe der Stoffhütte und des Stoffbaches, 1424 m.
Über Schienenstrecken mit einer Spurweite von 600 mm wurde das Holz zur Ladestelle Kupper gebracht, von wo es mit einer 3,5 km langen Seilbahn zu Tal zur Umladestelle im Gebiet von Freiland und weiter nach Deutschlandsberg befördert wurde.
Reste der Waldbahntrasse und der Holzbringungsanlagen sind im Unterholz des nachwachsenden Waldes im Gebiet dieses Holzschlages sichtbar.